# La Cible vivante (film, 1923)
Pour le film de 1945, voir La Cible vivante.
Pour plus de détails, voir Fiche technique et Distribution.
La Cible vivante  (titre original : Karusellen) est un film suédois muet réalisé par Dimitri Buchowetzki, sorti en 1923. Il était l'un des nombreux films de l'époque qui avaient pour thème le cirque.

## Synopsis
Alors qu'elle se promène ee cheval, Blanche Benton est surprise par une automobile qui déboule subitement. Sous le choc, le chauffeur de la voiture rammène Blanche chez elle...

## Fiche technique
- Titre original : Karusellen
- Titre français : La Cible vivante[1]
- Autres titres : The Whirlwind of Passion, Das Karusell des Lebens, Karusellen, Karuselli, Synderinden
- Réalisation :  Dimitri Buchowetzki
- Scénario : Alfred Fekete, Dimitri Buchowetzki
- Directeur de la photographie : Julius Jaenzon
- Décorateur : 	Hans Dreier
- Conseiller : 	Ludwig Hülsen
- Pays d'origine :  Suède
- Lieux de tournage : Berlin-Johannisthal, Suède, Danemark
- Société de production : Svensk Filmindustri
- Longueur : 55 minutes, 1507 mètres, 6 bobines
- Copies : 8
- Classification : à partir de 15 ans
- Format : Noir et blanc - Muet
- Dates de sortie : 
  -  Suède : 1er octobre 1923
  -  Finlande : 12 novembre 1923
  -  France : 22 mai 1925 (Lille)[1]
  -  Japon : 12 octobre 1928

## Distribution
- Walter Janssen : Robert Benton
- Aud Egede-Nissen : Blanche Benton
- Alphons Fryland : Raymond Duval
- Jakob Tiedtke : Philippsen, Blanches far
- Lydia Potechina : la femme de Philippsen
- Ferry Sikla : Lazar
- Guido Herzfeld : le directeur du cirque
- Rosa Valetti
- Waldemar Potier : le fils de Benton